# Jean-François Landriot

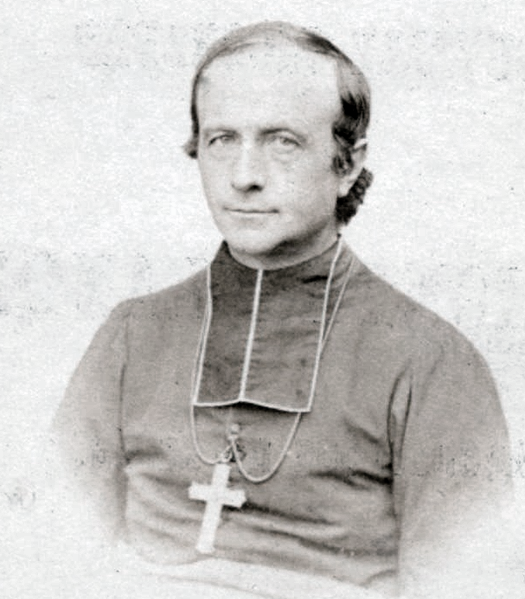
Jean-François Landriot, Erzbischof von Reims, 1867

Jean-Baptiste-François-Anne-Thomas Landriot (* 19. Januar 1816 in Couches; † 8. Juni 1874 in Reims) war ein französischer römisch-katholischer Geistlicher und Erzbischof von Reims.

## Leben
Nach dem frühen Verlust seiner Eltern wuchs Jean-François Landriot als Waise auf. Er war mit dem späteren Kardinal Jean-Baptiste Pitra eng befreundet. Die Priesterweihe empfing er am 25. Mai 1839 für das Bistum Autun. Er wird als ein liberal gesinnter Geistlicher beschrieben, was ihn später in deutlichen Kontrast zu seinen Vorgängern im Bischofsamt bringen sollte. Jean-François Landriot galt als sehr gebildet und von großer Beredsamkeit, er hinterließ eine Reihe von literarischen Werken.
Jean-François Landriot wurde am 3. Mai 1856 zum Bischof von La Rochelle erwählt, dies wurde von der Kurie am 16. Juni desselben Jahres bestätigt. Die Bischofsweihe spendete ihm am 20. Juli 1856 der Erzbischof von Lyon, Kardinal Louis-Jacques-Maurice de Bonald; Mitkonsekratoren waren der Erzbischof von Turin, Luigi Fransoni, und Frédéric-Gabriel-Marie-François de Marguerye, Bischof von Autun. Am 16. Januar 1867 wurde er auf den erzbischöflichen Sitz von Reims transferiert. Jean-François Landriot nahm am Ersten Vatikanischen Konzil teil. Er erlag einer lähmenden Krankheit.